# دم‌عقربی (سرده)
دم‌عقربی (نام علمی: Scorpiurus) نام یک سرده از زیرخانواده باقالی‌ها است.